# Väsby IK HK
Le Väsby IK HK est un club de hockey sur glace d'Upplands Väsby, Comté de Stockholm en Suède. Il évolue en Division 1, le troisième échelon suédois.

## Historique
Le club est créé en 1956.

## Palmarès
- Vainqueur de la Allsvenskan: 1987.
- Vainqueur de la Division 1: 2007.